# 古屋谷川
古屋谷川（ふるやだにがわ）は、徳島県那賀郡那賀町を流れる那賀川水系の河川である。

## 地理
海部山地から発した東西2流が中流の川俣で合流し、穿入蛇行しながら古屋を過ぎ、長安口ダム下流700mで那賀川に注ぐ。
流域は林業地帯である。古屋の左岸三服には縄文時代早期の古屋岩陰遺跡がある。また流域の川俣集落には川俣の農村舞台がある。川沿いに徳島県道36号日和佐上那賀線が通じる。

## 名所
- 川俣の農村舞台
- 徳島県道36号日和佐上那賀線